# دهستان لامی
دهستان لامی، یکی از دهستان‌های بخش مرکزی شهرستان اهواز در استان خوزستان ایران است. مرکز این دهستان، روستای گبیر یک است.
نام پیشین این دهستان، عنافچه بوده که در تاریخ ۱۶ خرداد ۱۳۸۹ به لامی تغییرنام پیدا کرد.

## جمعیت
بر پایه سرشماری عمومی نفوس و مسکن در سال ۱۳۹۵، جمعیت دهستان لامی برابر با ۱۵٬۳۷۰ نفر بوده است.